# Rhagioforma schmidti
Rhagioforma schmidti är en tvåvingeart som först beskrevs av Krober 1928.  Rhagioforma schmidti ingår i släktet Rhagioforma och familjen stilettflugor.
Artens utbredningsområde är Costa Rica. Inga underarter finns listade i Catalogue of Life.